# NASCAR Winston Cup de 1990

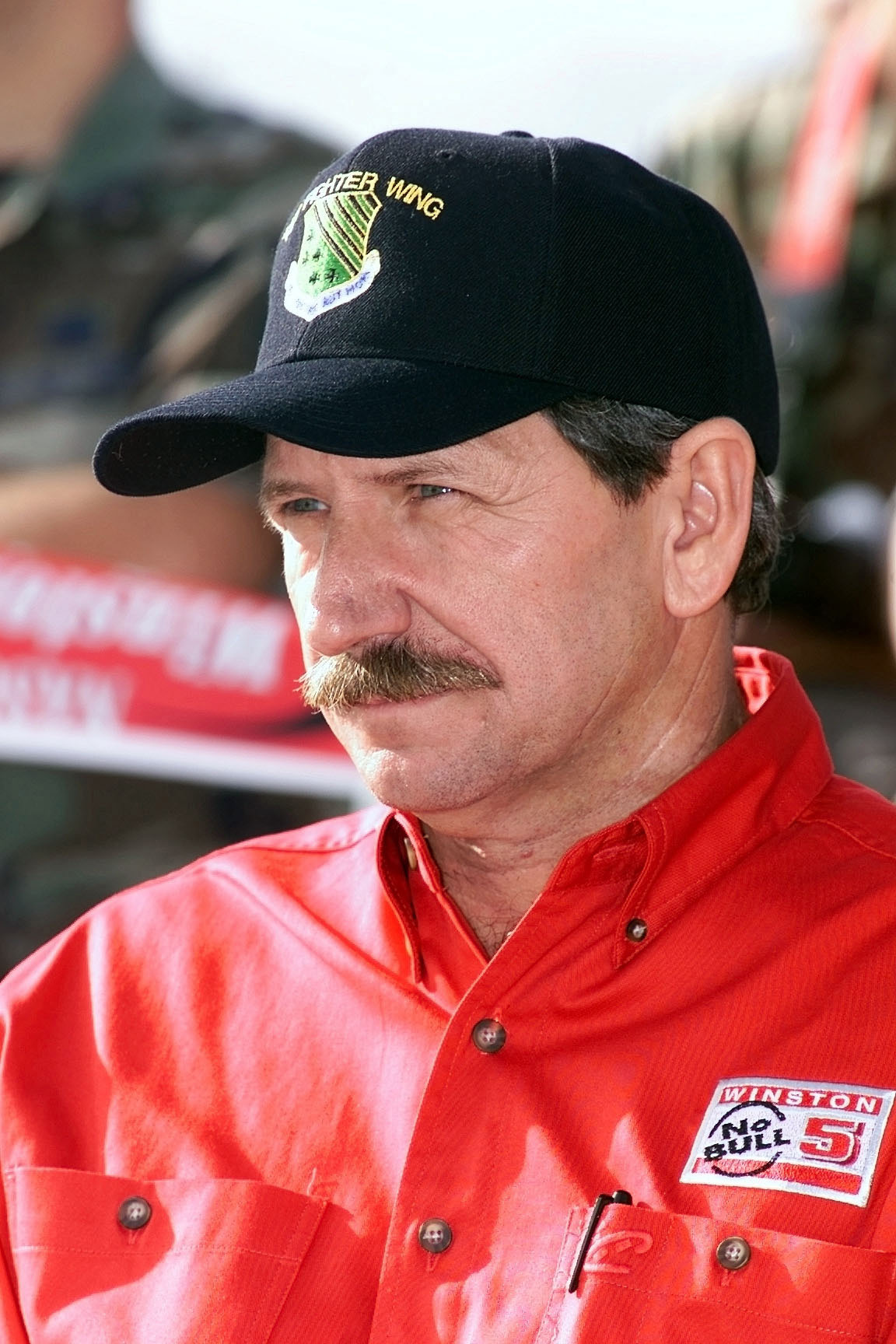
Dale Earnhardt, o campeão daquela edição

A Temporada da NASCAR Winston Cup de 1990 foi a 42º edição da Nascar, com 29 etapas disputadas o campeão foi Dale Earnhardt.

## Pilotos e equipes de 1990
| Chassi     | Time                        | N. | Piloto                | Chefe de equipe  |
| ---------- | --------------------------- | -- | --------------------- | ---------------- |
| Buick      | Bobby Allison Racing        | 12 | Hut Stricklin         | Jimmy Fennig     |
| Buick      | King Racing                 | 26 | Brett Bodine          | Larry McReynolds |
| Buick      | Stavola Brothers Racing     | 8  | Bobby Hillin Jr.      | Harry Hyde       |
| Chevrolet  | Hendrick Motorsports        | 5  | Ricky Rudd            | Waddell Wilson   |
| Chevrolet  | Hendrick Motorsports        | 17 | Darrell Waltrip 24    | Jeff Hammond     |
| Chevrolet  | Hendrick Motorsports        | 17 | Jimmy Horton 2        | Jeff Hammond     |
| Chevrolet  | Hendrick Motorsports        | 17 | Sarel van der Merwe 1 | Jeff Hammond     |
| Chevrolet  | Hendrick Motorsports        | 17 | Greg Sacks 3          | Jeff Hammond     |
| Chevrolet  | Hendrick Motorsports        | 25 | Ken Schrader          | Richard Broome   |
| Chevrolet  | Marcis Auto Racing          | 71 | Dave Marcis           | Bob Marcis       |
| Chevrolet  | Morgan-McClure Motorsports  | 4  | Phil Parsons 3        | Tony Glover      |
| Chevrolet  | Morgan-McClure Motorsports  | 4  | Ernie Irvan 27        | Tony Glover      |
| Chevrolet  | Richard Childress Racing    | 3  | Dale Earnhardt        | Kirk Shelmerdine |
| Chevrolet  | Travis Carter Enterprises   | 98 | Rick Mast             | Travis Carter    |
| Chevrolet  | Whitcomb Racing             | 10 | Derrike Cope          | Buddy Parrott    |
| Ford       | AK Racing                   | 7  | Alan Kulwicki         | Paul Andrews     |
| Ford       | Bud Moore Engineering       | 15 | Morgan Shepherd       | Donnie Wingo     |
| Ford       | Donlavey Racing             | 90 | Ernie Irvan 3         | Junie Donlavey   |
| Ford       | Donlavey Racing             | 90 | Buddy Baker 8         | Junie Donlavey   |
| Ford       | Donlavey Racing             | 90 | Charlie Glotzbach 1   | Junie Donlavey   |
| Ford       | Junior Johnson & Associates | 11 | Geoff Bodine          | Tim Brewer       |
| Ford       | Little Racing               | 19 | Chad Little           |                  |
| Ford       | Melling Racing              | 9  | Bill Elliott          | Mike Beam        |
| Ford       | Robert Yates Racing         | 28 | Davey Allison         | Jake Elder       |
| Ford       | Roush Racing                | 6  | Mark Martin           | Robin Pemberton  |
| Ford       | Wood Brothers Racing        | 21 | Neil Bonnett 5        | Leonard Wood     |
| Ford       | Wood Brothers Racing        | 21 | Dale Jarrett 25       | Leonard Wood     |
| Oldsmobile | Close Racing                | 47 | Jack Pennington (R)   |                  |
| Oldsmobile | Hagan Racing                | 94 | Sterling Marlin       | Steve Loyd       |
| Oldsmobile | Leo Jackson Motorsports     | 33 | Harry Gant            | Andy Petree      |
| Oldsmobile | Moroso Racing               | 20 | Rob Moroso (R)        |                  |
| Oldsmobile | Precision Products Racing   | 1  | Terry Labonte         | Cliff Champion   |
| Oldsmobile | RahMoc Enterprises          | 75 | Rick Wilson           | Bob Rahilly      |
| Pontiac    | Bahari Racing               | 30 | Michael Waltrip       | Bill Ingle       |
| Pontiac    | Blue Max Racing             | 27 | Rusty Wallace         | Jimmy Makar      |
| Pontiac    | Cale Yarborough Motorsports | 66 | Dick Trickle          |                  |
| Pontiac    | Means Racing                | 52 | Jimmy Means           | Darrell Bryant   |
| Pontiac    | McDuffie Racing             | 70 | J. D. McDuffie        | Jeff McDuffie    |
| Pontiac    | Osterlund Racing            | 57 | Jimmy Spencer         |                  |
| Pontiac    | Petty Enterprises           | 43 | Richard Petty         | Dale Inman       |
| Pontiac    | SABCO Racing                | 42 | Kyle Petty            | Gary Nelson      |

## Calendário
| N. | Data   | Corrida                      | Circuito                        | Vencedor        | Segundo         | Terceiro        |
| 1  | 18-feb | Daytona 500                  | Daytona International Speedway  | Derrike Cope    | Terry Labonte   | Bill Elliott    |
| 2  | 25-feb | Pontiac Excitement 400       | Richmond International Raceway  | Mark Martin     | Dale Earnhardt  | Ricky Rudd      |
| 3  | 4-mrt  | Goodwrench 500               | Rockingham Speedway             | Kyle Petty      | Geoff Bodine    | Ken Schrader    |
| 4  | 18-mrt | Motorcraft Quality Parts 500 | Atlanta Motor Speedway          | Dale Earnhardt  | Morgan Shepherd | Ernie Irvan     |
| 5  | 1-apr  | TranSouth 500                | Darlington Raceway              | Dale Earnhardt  | Mark Martin     | Davey Allison   |
| 6  | 8-apr  | Valleydale Meats 500         | Bristol Motor Speedway          | Davey Allison   | Mark Martin     | Ricky Rudd      |
| 7  | 22-apr | First Union 400              | North Wilkesboro Speedway       | Brett Bodine    | Darrell Waltrip | Dale Earnhardt  |
| 8  | 29-apr | Hanes Activewear 500         | Martinsville Speedway           | Geoff Bodine    | Rusty Wallace   | Morgan Shepherd |
| 9  | 6-mei  | Winston 500                  | Talladega Superspeedway         | Dale Earnhardt  | Greg Sacks      | Mark Martin     |
| 10 | 27-mei | Coca-Cola 600                | Charlotte Motor Speedway        | Rusty Wallace   | Bill Elliott    | Mark Martin     |
| 11 | 3-jun  | Budweiser 500                | Dover International Speedway    | Derrike Cope    | Ken Schrader    | Dick Trickle    |
| 12 | 10-jun | Banquet Frozen Foods 300     | Infineon Raceway                | Rusty Wallace   | Mark Martin     | Ricky Rudd      |
| 13 | 17-jun | Miller Genuine Draft 500     | Pocono Raceway                  | Harry Gant      | Rusty Wallace   | Geoff Bodine    |
| 14 | 24-jun | Miller Genuine Draft 400     | Michigan International Speedway | Dale Earnhardt  | Ernie Irvan     | Geoff Bodine    |
| 15 | 7-jul  | Pepsi 400                    | Daytona International Speedway  | Dale Earnhardt  | Alan Kulwicki   | Ken Schrader    |
| 16 | 22-jul | AC Spark Plug 500            | Pocono Raceway                  | Geoff Bodine    | Bill Elliott    | Rusty Wallace   |
| 17 | 29-jul | DieHard 500                  | Talladega Superspeedway         | Dale Earnhardt  | Bill Elliott    | Sterling Marlin |
| 18 | 12-aug | Budweiser At The Glen        | Watkins Glen International      | Ricky Rudd      | Geoff Bodine    | Brett Bodine    |
| 19 | 19-aug | Champion Spark Plug 400      | Michigan International Speedway | Mark Martin     | Greg Sacks      | Rusty Wallace   |
| 20 | 25-aug | Busch 500                    | Bristol Motor Speedway          | Ernie Irvan     | Rusty Wallace   | Mark Martin     |
| 21 | 2-sep  | Heinz Southern 500           | Darlington Raceway              | Dale Earnhardt  | Ernie Irvan     | Alan Kulwicki   |
| 22 | 9-sep  | Miller Genuine Draft 400     | Richmond International Raceway  | Dale Earnhardt  | Mark Martin     | Darrell Waltrip |
| 23 | 26-sep | Peak AntiFreeze 500          | Dover International Speedway    | Bill Elliott    | Mark Martin     | Dale Earnhardt  |
| 24 | 23-sep | Goody's 500                  | Martinsville Speedway           | Geoff Bodine    | Dale Earnhardt  | Mark Martin     |
| 25 | 30-sep | Tyson Holly Farms 400        | North Wilkesboro Speedway       | Mark Martin     | Dale Earnhardt  | Brett Bodine    |
| 26 | 7-okt  | Mello Yello 500              | Charlotte Motor Speedway        | Davey Allison   | Morgan Shepherd | Michael Waltrip |
| 27 | 21-jul | AC Delco 400                 | Rockingham Speedway             | Alan Kulwicki   | Bill Elliott    | Harry Gant      |
| 28 | 4-nov  | Checker 500                  | Phoenix International Raceway   | Dale Earnhardt  | Ken Schrader    | Morgan Shepherd |
| 29 | 18-nov | Atlanta Journal 500          | Atlanta Motor Speedway          | Morgan Shepherd | Geoff Bodine    | Dale Earnhardt  |

## Classificação final - Top 10
| 1  | Dale Earnhardt  | 4430 |
| 2  | Mark Martin     | 4404 |
| 3  | Geoff Bodine    | 4017 |
| 4  | Bill Elliott    | 3999 |
| 5  | Morgan Shepherd | 3689 |
| 6  | Rusty Wallace   | 3676 |
| 7  | Ricky Rudd      | 3601 |
| 8  | Alan Kulwicki   | 3599 |
| 9  | Ernie Irvan     | 3593 |
| 10 | Ken Schrader    | 3572 |